# بارغات
بارغات هي بلدة ومجلس مدينة في منطقة سيوني التابعة لولاية مدهيا برديش، الهند. يبلغ متوسط ارتفاعها عن مستوى سطح البحر 537 مترًا (1761 قدمًا).

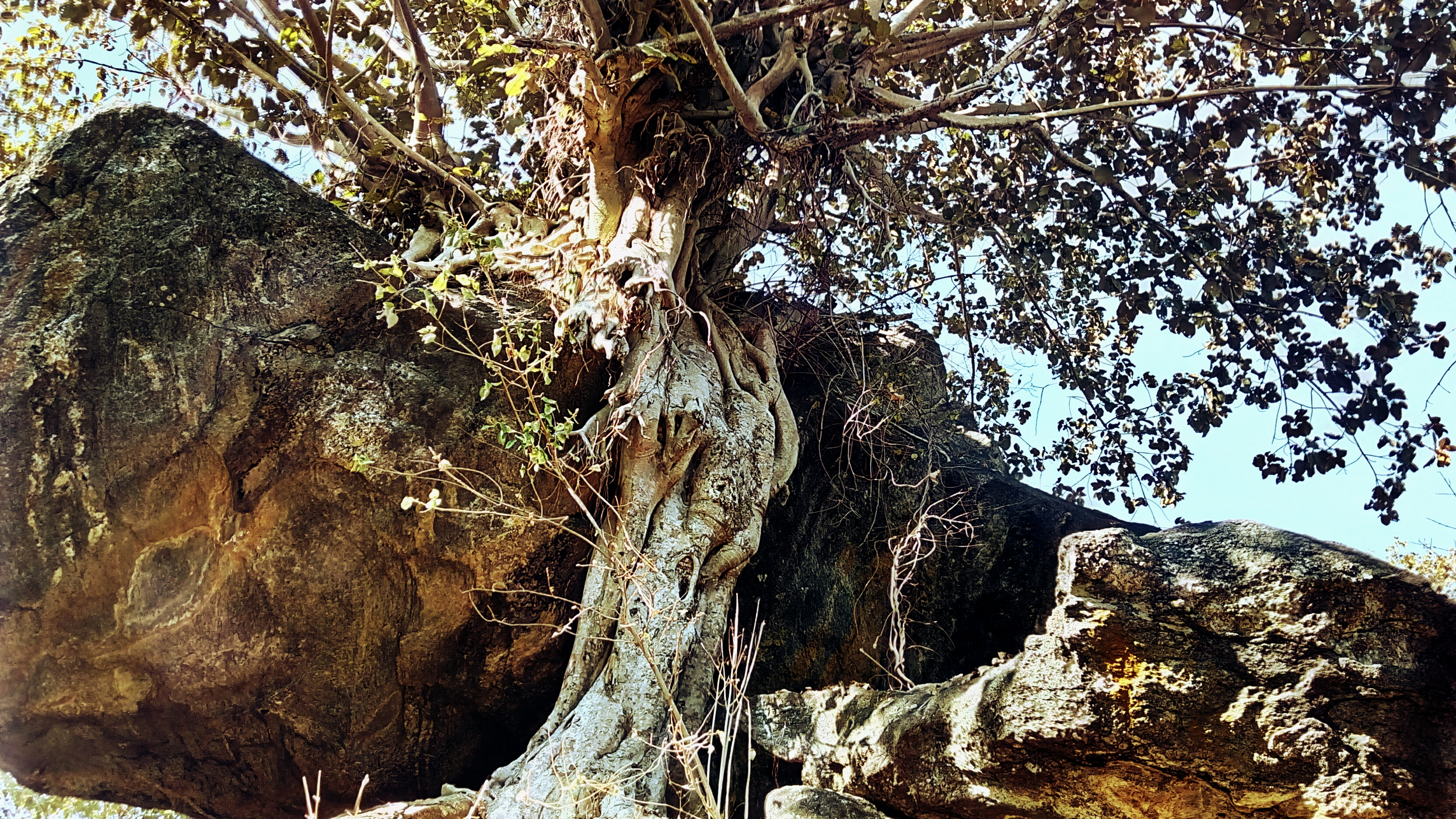

## التركيبة السكانية
حسب تعداد الهند الصادر عام 2001، بلغ عدد سكان بارغات 20.000 نسمة، يشكل الذكور 51% والإناث 49%. يبلغ متوسط معدل محو الأمية في بارغات 73%، وهو أعلى من المعدل الوطني البالغ 59.5%؛ مع 56% من الذكور و44% من الإناث يعرفون القراءة والكتابة. 13% من السكان تقل أعمارهم عن 6 سنوات.